# Ellington Ratliff
Ellington Lee Ratliff, född 14 april 1993 i Los Angeles, Kalifornien, är en amerikansk trummis och skådespelare. Han var tidigare trummis i bandet R5 tillsammans med syskonen Riker, Rocky, Ross och Rydel Lynch (numera Funk). Ellington träffade syskonen på en dansstudio i LA 2009 och tillsammans med dem har han turnerat världen över med bandet. Han har även tidigare dejtat Rydel Lynch.